# Dysdera roemeri
Dysdera roemeri là một loài nhện trong họ Dysderidae.
Loài này thuộc chi Dysdera. Dysdera roemeri được Embrik Strand miêu tả năm 1906.